# Heather Pease
Heather M. Pease Olson (ur. 29 września 1975 w Monterey) – amerykańska pływaczka synchroniczna, mistrzyni olimpijska.
W 1996 uczestniczyła w igrzyskach olimpijskich w Atlancie, gdzie udało się zdobyć razem z innymi koleżankami z kadry złoty medal (Amerykanki uzyskały ostatecznie rezultat 99,720 pkt). Była także uczestniczką igrzysk olimpijskich w Sydney, amerykańska drużyna z jej udziałem zajęła 5. pozycję z wynikiem 96,104 pkt.